# 広島市道比治山庚午線
広島市道比治山庚午線（ひろしましどう ひじやまこうごせん）は、広島県広島市南区比治山本町から、広島県広島市中区を経由して広島県広島市西区庚午北二丁目に至る道路（市道）である。

## 概要
この道路のうち、広島県広島市中区鶴見町の鶴見橋西詰から広島県広島市西区福島町二丁目の新己斐橋東詰に至る区間が、通称「平和大通り」（日本の道100選に指定）といわれる。また、平和大通りの区間は、市民は通称として「100m道路（ひゃくメーターどうろ）」「100米道路」と呼ぶ事もあり、その名の通り幅員が南北の緑地帯を含めて100mある。英語表記は「Peace Boulevard」。
- 起点：広島市南区比治山本町・鶴見橋東詰交差点（広島県道37号広島三次線・広島市道松川宇品線・広島市道比治山東雲線・広島市道比治山蟹屋線交点）
- 終点：広島市西区庚午北二丁目・西広島バイパス入口交差点（西広島バイパス庚午ランプ・国道2号）
- 総延長：約4.9 km

## 通過する自治体
- 広島県
  - 広島市
    - 南区
    - 中区
    - 西区

## 交差する道路
| 交差する道路                         | 交差する道路                        | 交差する場所 | 交差する場所       | 備考       |
| ------------------------------------ | ----------------------------------- | ------------ | ------------------ | ---------- |
| 市道比治山東雲線                     |                                     |              |                    |            |
| 県道37号広島三次線（比治山通り）     | 県道37号広島三次線（比治山通り）    | 南区         | 鶴見橋東詰         |            |
| 市道駅前吉島線（駅前通り）側道       | 市道駅前吉島線（駅前通り）側道      | 中区         | 田中町             | 平和大通り |
| 市道御幸橋三篠線（中央通り）         | 市道御幸橋三篠線（中央通り）        | 中区         | 三川町             | 平和大通り |
| 国道54号（鯉城通り）                 | 国道54号（鯉城通り）                | 中区         | 白神社前           | 平和大通り |
| 市道中島吉島線（吉島通り）           | 広島平和記念公園入口                | 中区         | 平和公園前         | 平和大通り |
| 市道横川江波線（舟入通り/寺町通り）  | 市道横川江波線（舟入通り/寺町通り） | 中区         | 小網町             | 平和大通り |
| 市道駅前観音線（中広通り）           | 市道駅前観音線（中広通り）          | 西区         | 西観音町電停東     | 平和大通り |
|                                      | 市道比治山庚午線（宮島街道）        | 西区         | 西広島駅前         | 宮島街道   |
| 国道2号（西広島バイパス庚午ランプ）  | 国道2号（新広島バイパス）           | 西区         | 西広島バイパス入口 | 宮島街道   |
| 国道2号（宮島街道） 岩国・廿日市方面 |                                     |              |                    |            |

## 交通センサス
以下、判明分のみの平日24時間交通量を記す。数字単位は台。
|        | 福島町 二丁目 | 舟入町 | 河原町 | 比治山 本町 |       |
| ------ | ------------- | ------ | ------ | ----------- | ----- |
| 2010年 | 30,529        | 28,478 | 32,347 | 24,115      | [ 2 ] |
| 2005年 | 33,818        | 33,818 | 33,818 | 42,096      | [ 2 ] |
| 1999年 |               |        |        |             |       |

全体では交通渋滞は問題視されていない。ただ、一部の交差点や平和大橋・西平和大橋・緑大橋の狭い橋梁部では交通量に対応できていない。なお、比治山本町（鶴見町東詰）の交通量減少について言及している資料は不明。

## 地理
- 比治山
- 広島電鉄皆実線
- 鶴見橋
- 円隆寺：「とうかさん祭り」の寺として知られる。
- 広島電鉄宇品線
- 白神社
- 放送会館（NHK広島放送局）
- 平和大橋
- 広島平和記念公園
  - 広島平和記念資料館
  - 原爆死没者慰霊碑
  - 原爆ドーム
  - 原爆の子の像
- 西平和大橋
- 中国新聞社本社
- 広島電鉄江波線
- 緑大橋
- 広島電鉄本線
- 広島西消防署
- 広島市西区役所
- 新己斐橋
- 広電西広島（己斐）駅
- JR西広島駅

## 主なイベント
- ひろしまフラワーフェスティバル
- 天皇盃全国都道府県対抗男子駅伝競走大会

## 別名
- 平和大通り（広島市）